# Aquilea (Italia)
Aquilea (en italiano, Aquileia; en friulano, Aquilee; en la variante local, Aquilea) es un municipio italiano situado en la entidad de descentralización regional de Údine, en Friul-Venecia Julia. Tiene una población estimada, en octubre de 2023, de 3134 habitantes.
Fundada por los romanos en 181 a. C. y declarada Patrimonio de la Humanidad por la UNESCO en 1998, fue una de las ciudades más grandes del Imperio romano y uno de los puertos antiguos más importantes del Adriático, punto de partida de las principales rutas comerciales, culturales y militares hacia el noreste de Europa.

## Historia
Para la historia eclesiástica, véase patriarcado de Aquilea

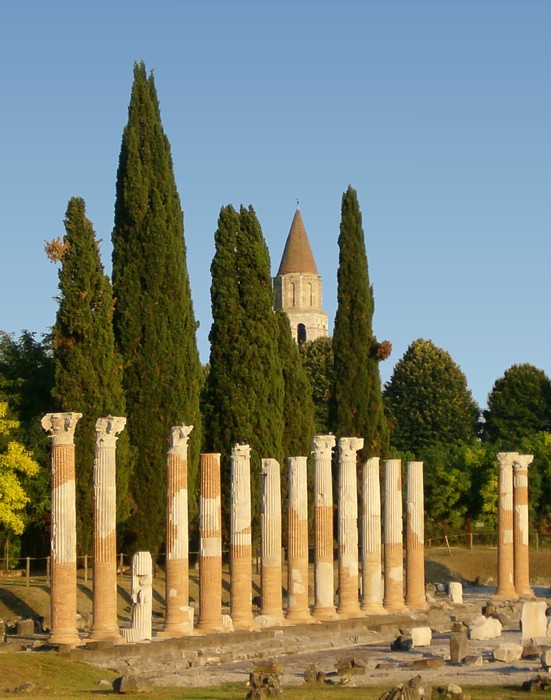
Una vista de la zona arqueológica de Aquilea

La localidad fue fundada como una colonia por los romanos en el año 181 a. C. a orillas del río Natissa, en tierras situadas al sur de los Alpes julianos pero alrededor de unos 13 kilómetros al norte de las lagunas. La colonia sirvió como una fortaleza de frontera en la esquina nororiental de la Italia traspadana y pretendía proteger a los vénetos, leales aliados de los romanos, durante las guerras ilíricas y actuar como un contrafuerte para vigilar el avance de otros pueblos guerreros, como las tribus hostiles de los carnios y los istrios. De hecho, Aquilea se fundó en un lugar no alejado de donde los invasores galos habían intentado establecerse en el año 183 a. C.
La colonia se estableció con derechos latinos por el triunvirato de Publio Cornelio Escipión Nasica, Cayo Flaminio y Lucio Manlio Acidino, dos de los cuales tenían rango consular y el otro pretoriano. Guiaron a 3000 pedites (infantería), principalmente de Samnio, quienes formaban con sus familias el grueso de los colonos y pronto fueron ampliados con vénetos nativos. Es probable que Aquilea haya sido un centro de Venecia incluso antes de la llegada de los romanos. Y la posición militar estratégica de Aquilea también sirvió para promover el comercio véneto de ámbar importado desde el Báltico.
Aquilea estaba unida por carretera con Bononia (Bolonia) probablemente desde 173 a. C.; y posteriormente con Genua (Génova) en 148 a. C. por la Vía Postumia, que iba a través de Cremona, Bedriacum y Altinum, uniéndose a la carretera primeramente mencionada en Concordia, mientras que la construcción de la Vía Popilia desde Rímini hasta Ad Portum cerca de Altinum en 132 a. C. mejoró aún más las comunicaciones.
En el año 169 a. C., otros 1500 colonos latinos con sus familias se instalaron en la ciudad como un refuerzo a la guarnición. El descubrimiento de campos de oro cerca del moderno Klagenfurt en 130 a. C. (Estrabón iv. 208) atrajo la atención sobre sí, y pronto se convirtió en un lugar de importancia, no solo debido a su estratégica posición, sino también como un centro de comercio, especialmente en productos agrícolas y viticultura. También tuvo, al menos en tiempos posteriores, considerables fábricas de ladrillos.
La colonia originaria latina se convirtió en un municipium probablemente en 90 a. C. Los ciudadanos fueron adscritos a la tribu romana Velina. Las fronteras aduaneras de Italia estaban ya cerradas para la época de Cicerón. Fue saqueada por los iapidas en tiempos de Augusto, pero, en el posterior periodo de paz, fue capaz de desarrollar sus recursos. Augusto la visitó durante las guerras de Panonia en 12‑10 a. C. y fue el lugar de nacimiento del hijo que Tiberio tuvo de Julia al año siguiente.

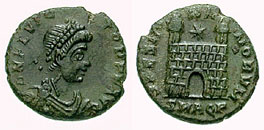
El emperador romano Flavio Víctor en sus monedas acuñadas en la ceca de Aquilea.

Era punto de arranque de varias importantes carreteras que llevaban a la porción nororiental del Imperio — la calzada (Vía Julia Augusta) por Iulium Carnicum a Veldidena (mod. Wilten, cerca de Innsbruck), de la que se desgajaba la calzada hacia Nórica, llevando por Virunum (Klagenfurt) a Laurieum (Lorch) a orillas del Danubio, la calzada hacia Panonia, llevando a Aemona (Liubliana) y Sirmium (Sremska Mitrovica), la calzada a Tarsatica (cerca de Fiume, hoy Rijeka) y Siscia (Sisak), y la que iba a Tergeste (Trieste) y la costa de Istria.
Además de nativos de Italia, celtas, ilirios, griegos, egipcios, judíos y sirios se asentaron en la ciudad y contribuyeron a su desarrollo comercial. Los sirios establecieron un rico comercio en obras de vidrio. Metal de Nórica se forjaba y exportaba. Continuó el antiguo comercio véneto de ámbar báltico. Se exportaba vino, especialmente su famoso Pucinum. El aceite se importaba del África Proconsular.
En cuanto a la religión, el panteón romano se adoptó aunque un dios del sol nativo, Belenos, tuvo gran seguimiento. Los judíos practicaban su religión ancestral y fueron quizá algunos de estos judíos los primeros conversos al cristianismo. Mientras tanto, los soldados tenían el marcial culto a Mitra.
En la guerra contra los marcomanos en 167, la ciudad fue muy presionada; sus fortificaciones habían dejado de mantenerse durante la larga paz. A pesar de ello, cuando en 168 Marco Aurelio hizo de Aquilea la principal fortaleza del Imperio contra los bárbaros del norte y del este, llegó a la cumbre de su grandeza y alcanzó pronto una población de 100 000 habitantes. En 238, cuando la ciudad se puso de parte del Senado contra el emperador Maximino el Tracio, las fortificaciones fueron restauradas a toda prisa y probaron ser suficientemente fuertes para resistir durante varios meses, hasta que el propio Maximino fue asesinado.

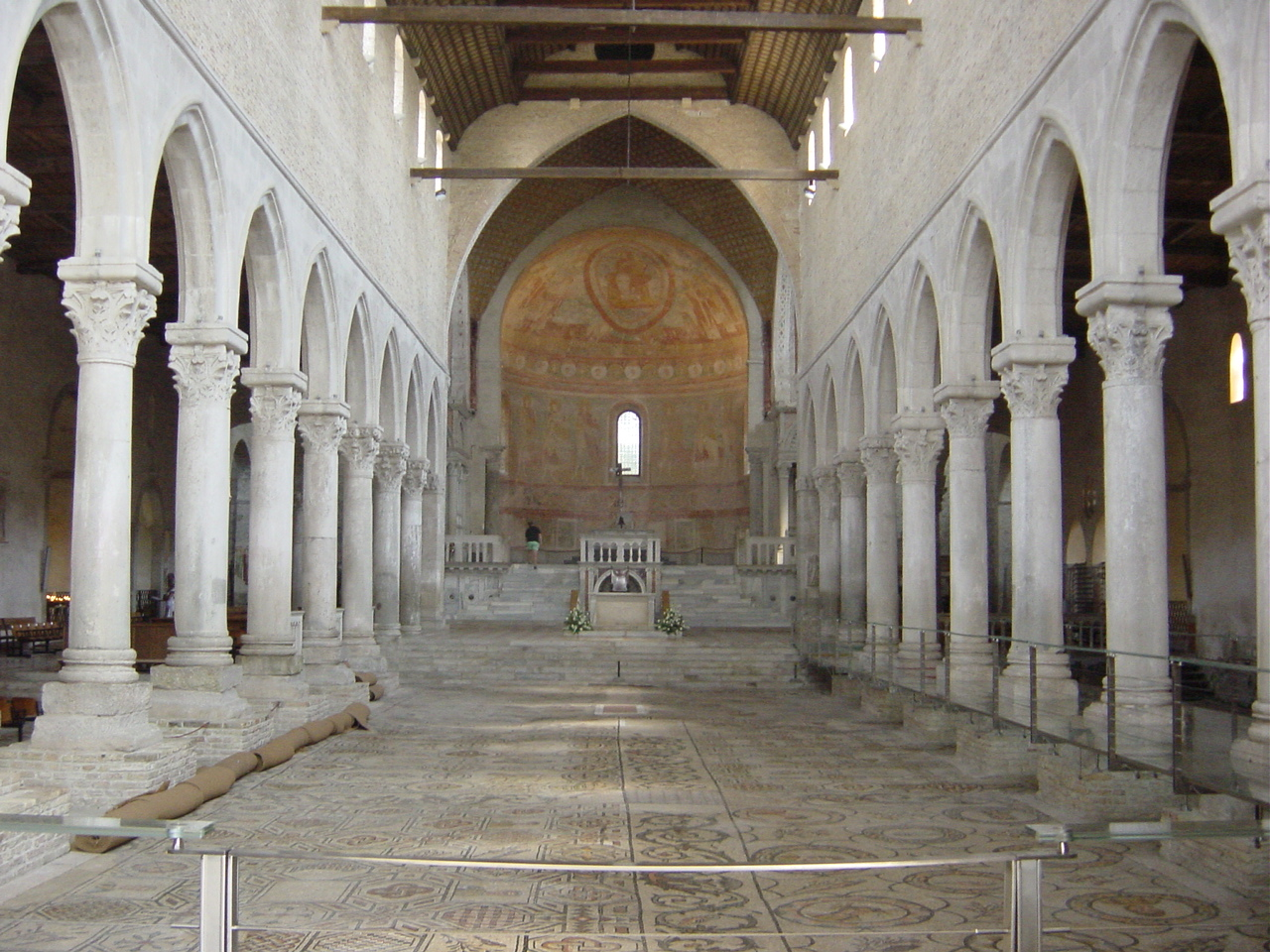
Interior de la basílica, con el pavimento de mosaico

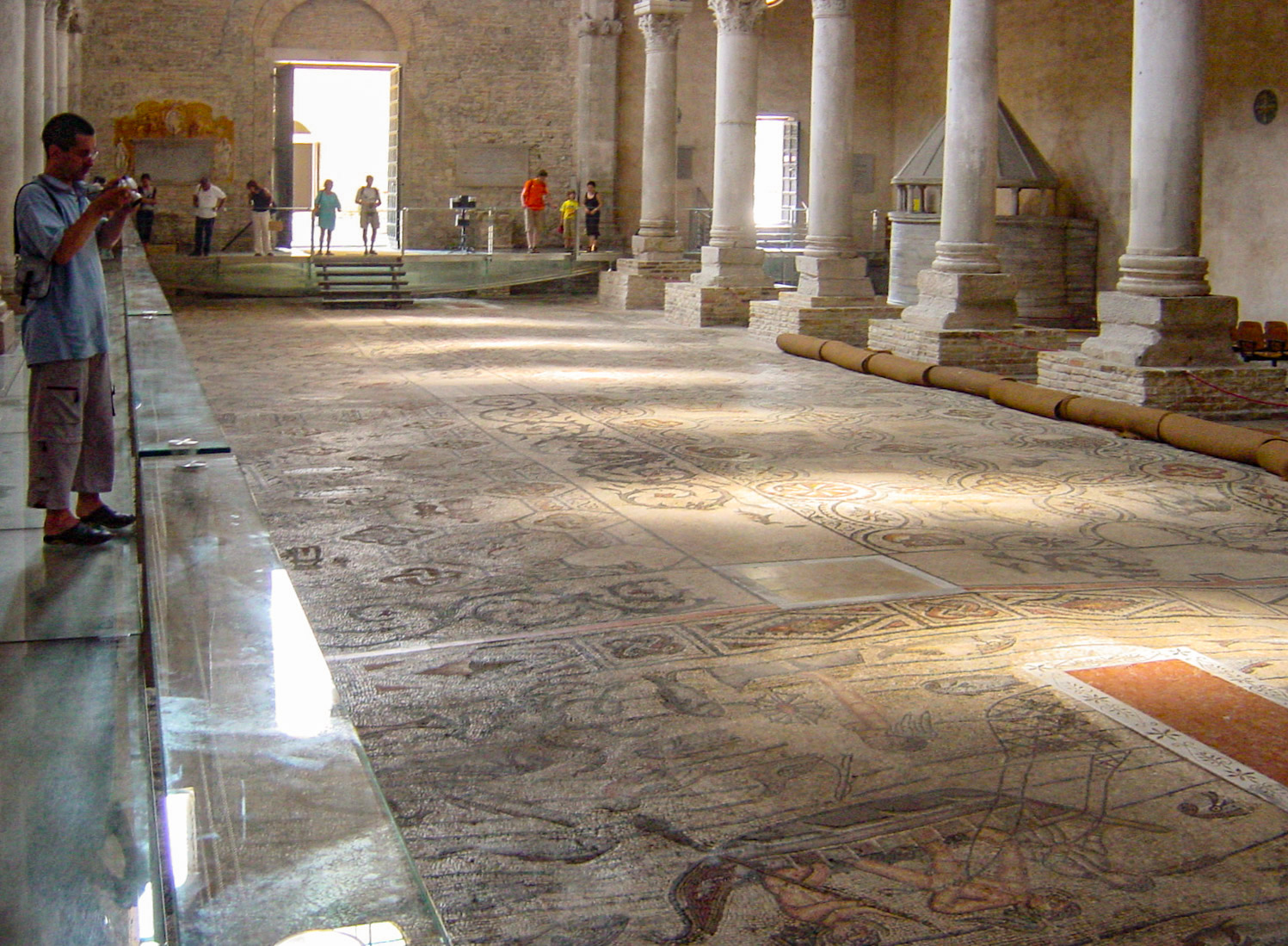
Interior de la basílica, pasarela transparente que permite apreciar los mosaicos

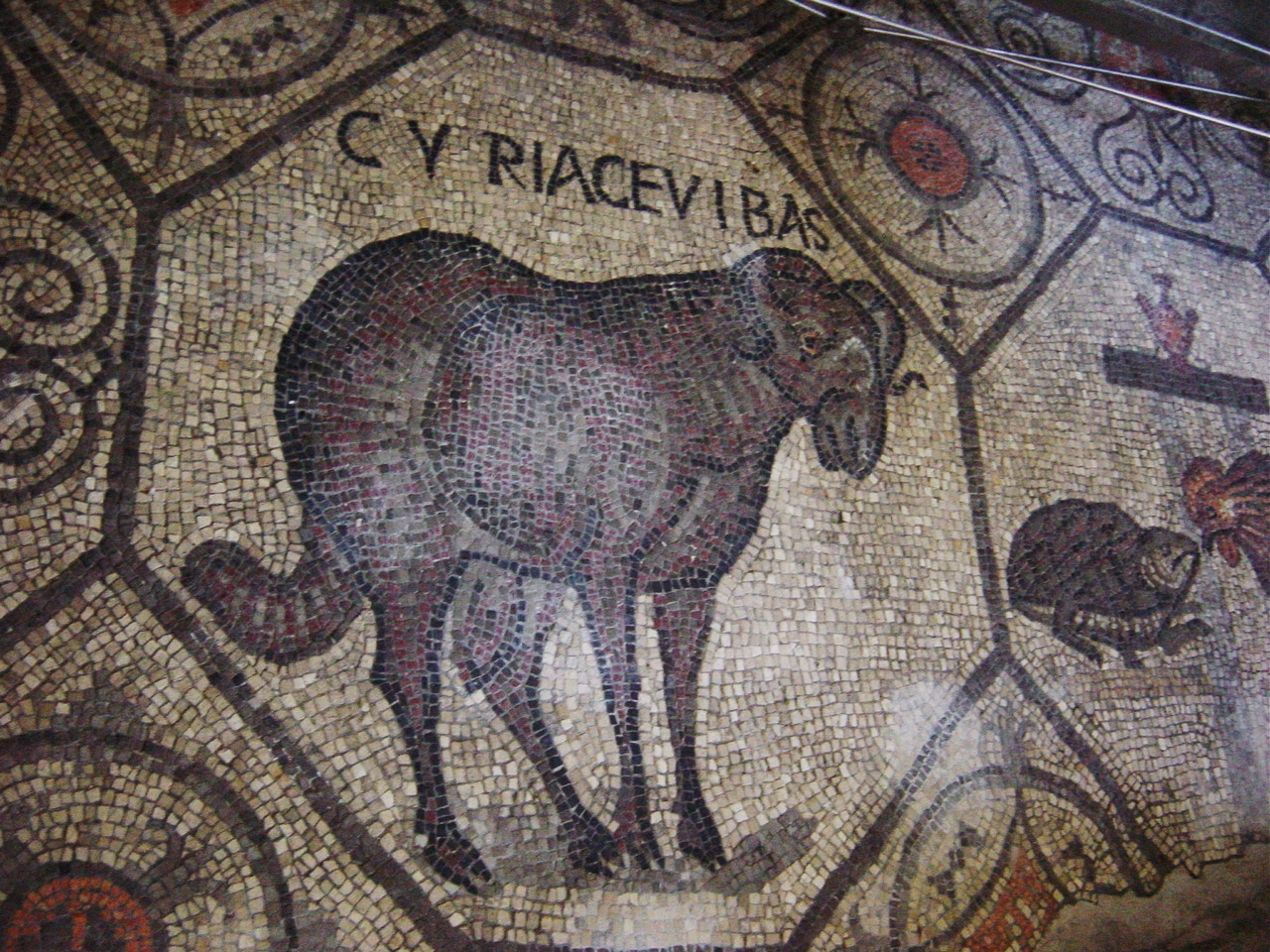
Antiguo mosaico en la catedral

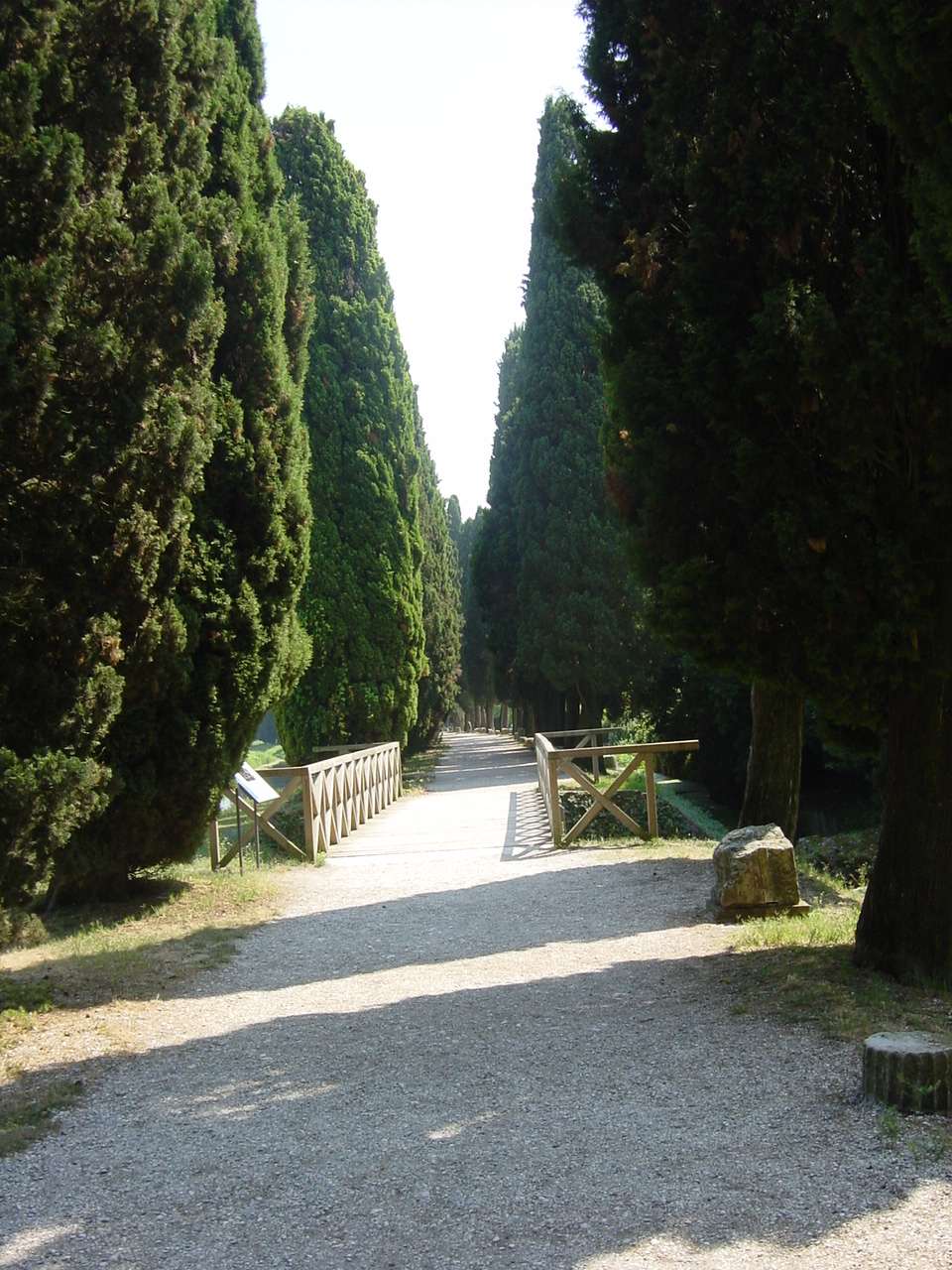
El paseo arqueológico

Durante el siglo IV, Aquilea mantuvo su importancia. Constantino residió aquí en numerosas ocasiones. Se convirtió en base naval y sede del Corrector Venetiarum et Histriae; se creó una ceca, de la que son muy numerosas las monedas. Y el obispo alcanzó el rango de arzobispo metropolitano. Un concilio celebrado en la ciudad en el año 381 fue solo el primero de una serie de Concilios de Aquilea que se convocaron durante varios siglos.
Se construyó aquí un palacio imperial, en el que los emperadores posteriores a Diocleciano residieron con frecuencia; y la ciudad tuvo a menudo un papel importante en las luchas entre los gobernantes del siglo IV: en 340, el emperador Constantino II fue asesinado bajo sus murallas al tiempo que intentaba tomar la ciudad a su hermano más joven, Constante.
A finales del siglo IV, Ausonio, describiéndola como «moenibus et portu celeberrima,» incluyó a Aquilea como la novena entre las grandes ciudades del mundo, colocando a Roma, Mediolanum y Capua antes que ella. Sin embargo, sufrió el sitio de Alarico y sus visigodos en 401, durante el cual algunos de sus habitantes huyeron a las lagunas, y de nuevo, sin éxito, en 408. En 452, la ciudad fue destruida tan completamente por los hunos de Atila, que después era difícil reconocer su emplazamiento original. Los habitantes romanos, junto con aquellos de ciudades menores de los alrededores, huyeron a las lagunas, y de esta manera establecieron las bases de las ciudades de Venecia y la cercana Grado. Pero Aquilea resurgiría de nuevo, aunque muy disminuida, y seguiría existiendo hasta la invasión lombarda de 568. Otra vez más la destruyeron los lombardos en 590. Mientras tanto, el patriarca huyó a la ciudad isleña de Grado que estaba bajo la protección de los bizantinos. Cuando el patriarca residente en Grado se reconcilió con Roma en 606, los que siguieron rechazando el Segundo Concilio de Constantinopla eligieron un patriarca de Aquilea. Así, la diócesis se dividió esencialmente en dos partes, con el patriarcado continental de Aquilea bajo la protección de los lombardos, y el patriarcado insular de Aquilea con sede en Grado protegido por el exarcado de Rávena y más tarde los Dogos de Venecia. La línea de patriarcas elegidos en Aquilea continuaría en cisma hasta 699. Sin embargo, aunque mantuvieron el título de patriarcas de Aquilea, trasladaron su residencia primero a Cormons y luego a Cividale.
Los duques lombardos del Friul gobernaron Aquilea y el territorio continental que la rodeaba desde Cividale. En 774, Carlomagno conquistó el ducado lombardo e hizo de él uno franco con Erico del Friul como duque. En 787, Carlomagno nombró al sacerdote y maestro de gramática en la Escuela Palatina Paulino como nuevo patriarca de Aquilea. Aunque Paulino residió principalmente en Cividale, su sucesor Majencio 
pensó en reconstruir Aquilea, pero el proyecto nunca se realizó. Siendo patriarca Majencio, el papa aprobó el sínodo de Mantua que afirmó la precedencia del patriarca continental de Aquilea sobre el patriarca de Grado. Sin embargo, las condiciones materiales empeoraron pronto en Aquilea. Las ruinas de Aquilea eran continuamente saqueadas en busca de material de construcción. Y con la caída de los carolingios en el siglo X, los habitantes sufrirían con las razias de los magiares.
En el siglo XI, el patriarca de Aquilea se había fortalecido lo suficiente para afirmar la soberanía temporal sobre el Friul y Aquilea. El Sacro Emperador Romano dio la región al patriarca como una posesión feudal. No obstante, la autoridad temporal del patriarca estaba constantemente discutida y atacada por la nobleza territorial. En 1027 y 1044 el patriarca Poppo de Aquilea, quien reconstruyó la catedral de Aquilea, entró y saqueó el vecino Grado, y, aunque el papa confirmó de nuevo al patriarca del último en sus dignidades, la ciudad nunca se recuperó, aunque siguió siendo la sede del Patriarcado hasta su transferencia formal a Venecia en el año 1450.
La sede del patriarcado de Aquilea había sido trasladada a Údine en 1238, pero regresó en 1420 cuando Venecia se anexionó el territorio de Údine. Fue suprimido finalmente en 1751, y las sedes de Údine y Gorizia (Görz) establecidas en su lugar.
En el año 1509 fue anexionada por el Sacro Imperio Romano Germánico, siguiendo posteriormente la suerte de los Habsburgo (salvo un breve paréntesis napoleónico), hasta su definitiva reunión con el resto del Friul e Italia después de la Primera Guerra Mundial.

## Lugares de interés

### Basílica
A pesar de las distintas intervenciones posteriores, la basílica de Aquilea mantiene las formas del siglo XI. Tiene el techo plano, y fue construida por el patriarca Poppo en 1031 en el lugar de una iglesia precedente, y reconstruida alrededor de 1379 en estilo gótico por el patriarca Marquad.
La primera parte fue edificada en el año 313, con posterioridad al edicto de Milán, por decisión del obispo Teodoro. Estaba constituida por dos aulas paralelas, conectadas por otra transversal. Entre 1021 y 1031 se realizó una reconstrucción casi total, por decisión del patriarca Poppo, y se edificó el campanario aislado, de 73 m de alto, que constituyó el prototipo para las construcciones friulanas y de Istria. Después del terremoto de 1348, la basílica volvió a ser restaurada, adquiriendo intervenciones en estilo gótico entre 1350 y 1381. Finalmente, acoge añadidos de carácter renacentista, sobre todo en lo que se refiere a las decoraciones de la zona del presbiterio, en el periodo de dominación veneciana.
La fachada, en estilo románico-gótico, está conectada por un pórtico con la Iglesia de los Paganos, y los restos del baptisterio del siglo V.
El interior tiene planta de cruz latina, con tres naves y el presbiterio realzado. Destaca un extraordinario pavimento de mosaico proveniente de principios del siglo IV, con escenas del Antiguo Testamento, que es particularmente interesante porque, si en la pintura contemporánea de las catacumbas de Roma se empezaba a asistir a una simplificación del estilo utilizado, para lograr una mayor inmediatez en la representación y un marcado simbolismo, en Aquilea se nota aún un estilo naturalístico de matriz helenística, si bien plenamente adecuado ya a la nueva simbología cristiana. Si nota aquí el «pez», ictus en griego, acrónimo de Iesus Cristos Teu Uios Soter" (Jesucristo salvador hijo de Dios), las historias de Jonás, ejemplo del Antiguo Testamento alusivo a la muerte y la resurrección en tres días, así como el buen pastor, entre otros.
Los mosaicos, en un estado de conservación excepcional sea por la amplitud, sea por el acabado de las escenas e interés iconográfico, se encuentra en la antigua basílica de Aquilea, aquella llamada de los «bautizados», pues en Aquilea existió una segunda iglesia, junto a la primera, para los catecúmenos, esto es, de aquellos que aún no habían recibido el bautismo, según las costumbres de entonces de bautizarse solo al llegar a la edad adulta, que entonces eran la mayoría de los fieles.
El techo de madera es de 1526, mientras que la decoración al fresco pertenece a varias épocas: desde el siglo IV en la capilla de San Pedro en la zona del ábside; del siglo XI en el propio ábside; del siglo XII en la llamada «Cripta de los Frescos», por debajo del presbiterio, con un ciclo representando los orígenes de la cristiandad en Aquilea y la historia de san Hermágoras, primer obispo de la ciudad.
Al principio de la nave izquierda, se puede acceder a la Cripta degli Scavi, donde son visibles los restos de la basílica paleocristiana. Junto al santo sepulcro románico del siglo XI, al principio del pasillo de la izquierda, se distinguen partes de diferentes épocas: la inferior es de una villa romana de la época de Augusto; la del medio tiene un típico pavimento de cocciopesto; la superior, oscurecida por el fuego de Atila, tiene decoraciones geométricas.
Externamente, detrás del campanario del siglo IX y el ábside, está el Cementerio de los caídos, donde están enterrados diez soldados desconocidos de la Primera Guerra Mundial.

### Restos antiguos
Los edificios antiguos de Aquilea sirvieron como cantera de piedra durante siglos, y no quedan en pie edificios del periodo romano. Las excavaciones han revelado una calle y el ángulo noroeste de las murallas de la ciudad, mientras que el Museo Arqueológico Nacional (uno de los museos más importantes de Roma Antigua en el mundo) contiene cerca de 2000 inscripciones, estatuas y otras antigüedades, así como vidrio de producción local y una colección numismática.
La basílica y la zona arqueológica de Aquilea, que se cree que es la más grande ciudad romana que queda por excavar, está inscrita en la lista de Patrimonio de la Humanidad.

### Otros
En el barrio de Monastero hay una basílica cristiana del siglo V, más tarde monasterio benedictino, que actualmente alberga un museo paleocristiano.

## Demografía
| Gráfica de evolución demográfica de Aquilea entre 1861 y 2023 |
|                                                               |
| Fuente: ISTAT - Elaboración gráfica de Wikipedia              |